# Roquille
Roquille é uma comuna francesa na região administrativa da Nova Aquitânia, no departamento da Gironda. Estende-se por uma área de 6,57 km². Em 2010 a comuna tinha 321 habitantes (densidade: 48,9 hab./km²).